# Koszoły
Koszoły – wieś w Polsce położona w województwie lubelskim, w powiecie bialskim, w gminie Łomazy. Przez miejscowość przepływa Lutnia, niewielka rzeka dorzecza Bugu, dopływ Zielawy.
W 1763 król August III Sas nadał wieś gen. Józefowi Bielakowi za jego zasługi wojenne. Wieś była własnością potomków generała do powstania listopadowego. W latach 1975–1998 miejscowość administracyjnie należała do województwa bialskopodlaskiego. 
Wieś jest sołectwem w gminie Łomazy. Według Narodowego Spisu Powszechnego (III 2011 r.) wieś liczyła 263 mieszkańców i była piątą co do wielkości miejscowością gminy Łomazy.
Wierni Kościoła rzymskokatolickiego należą do parafii Trójcy Świętej w Huszczy.